# Rājur
Rājur är en ort i Indien.   Den ligger i distriktet Yavatmal och delstaten Maharashtra, i den centrala delen av landet, 1 000 km söder om huvudstaden New Delhi. Rājur ligger 221 meter över havet och antalet invånare är 11 934.
Terrängen runt Rājur är platt. Runt Rājur är det ganska tätbefolkat, med 222 invånare per kvadratkilometer. Närmaste större samhälle är Wani, 8,8 km sydost om Rājur. Trakten runt Rājur består till största delen av jordbruksmark.